# 小行星31028
小行星31028（31028 Cerulli）是一颗绕太阳运转的小行星，为主小行星带小行星。该小行星于1996年4月19日发现。

## 轨道参数
小行星31028的轨道半长轴为330 123 023 km，2.2067047 UA，离心率为0.137。